# Volleyball-Bundesliga
Volleyball-Bundesliga är den organisation som organiserar de tyska elitligorna i volleyboll, samt DVV-pokal och tyska supercupen. Både på dam- och herrsidan gäller att det finns en första serie och två andraserier. De senare är uppdelade geografiskt i en nord- och en sydserie. De olika serierna är alltså:
- 1. Bundesliga (damer)
- 1. Bundesliga (herrar)
- 2. Bundesliga Nord (damer)
- 2. Bundesliga Süd (damer)
- 2. Bundesliga Nord (herrar)
- 2. Bundesliga Süd (herrar)

Totalt spelar 75 lag med omkring 1 000 spelare i serierna